# Parc de la nuit de la Saint-George
Le Parc de la nuit de la Saint-George (estonien : Jüriöö park) est un parc du quartier de Sõjamäe à Tallinn en Estonie.  

## Présentation
Le parc est construit à l' emplacement supposé de la bataille de Sõjamäe pendant le soulèvement de la nuit de la Saint-George. 
Le parc est connu sous le nom de Parc de la nuit de la Saint-George depuis 1995. 
Le parc de la nuit de Saint-Georges est construit dans la partie la plus haute de Tallinn, sur la crête de la colline Sõjamäe, à 55 mètres d'altitude.
Le 13 mai 1343, une bataille décisive se déroule sur le terrain du parc actuel entre les forces de l'ordre de Livonie et les troupes estoniennes. 
Selon différents documents, la bataille a coûté la vie à environ 3 000 Estoniens.
La fondation du parc a commencé en 1935 et l'achèvement final a été programmé pour les festivités de 1943 célébrant le 600ème anniversaire  du soulèvement de la nuit de la Saint-George. 
À la suite du retour de l'Estonie à son indépendance on y a planté de jeunes chênes et érigé des mémoriaux aux combattants du soulèvement de la nuit de la Saint-George, de la Guerre d'indépendance de l'Estonie et de la Seconde Guerre mondiale.

## Galerie

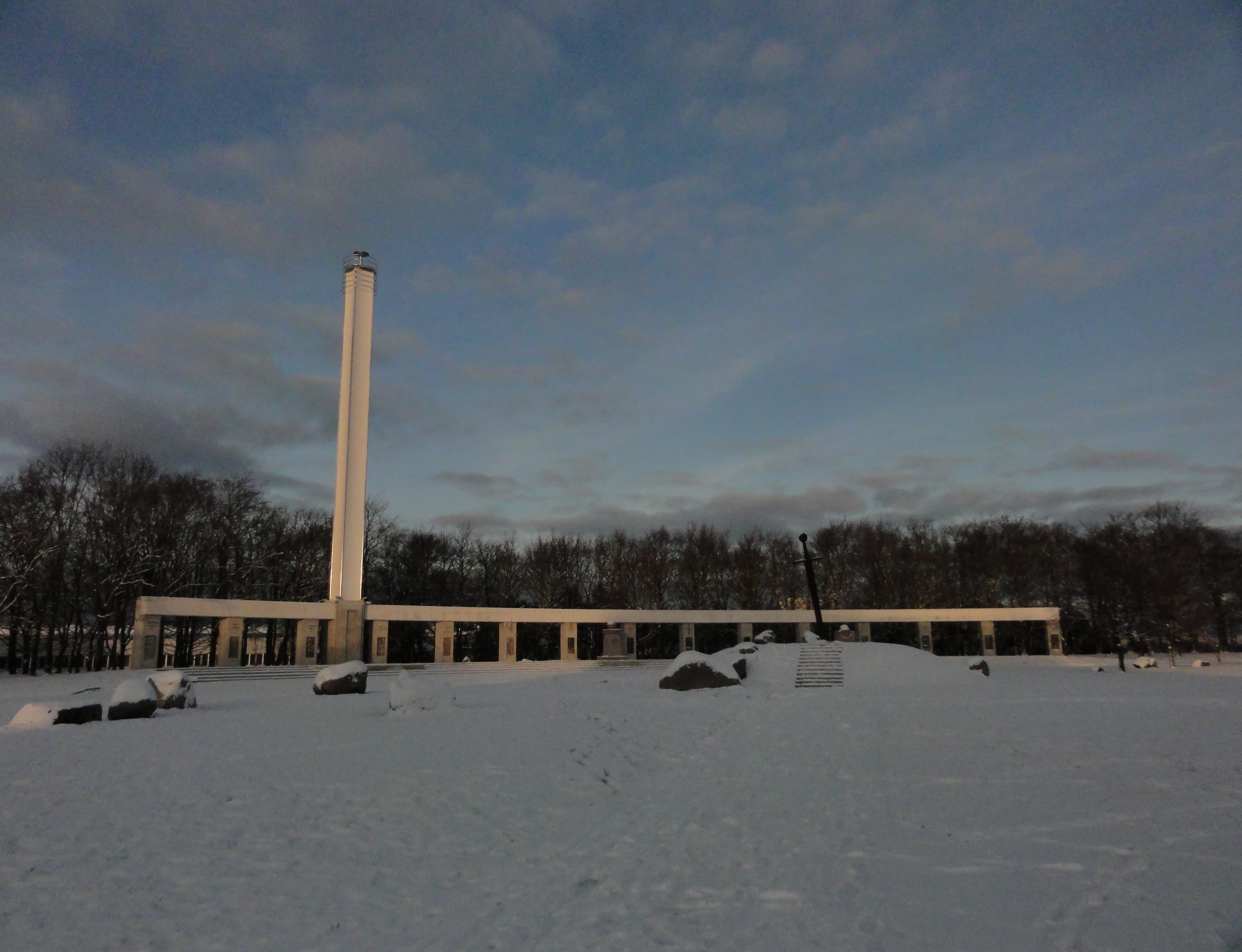
En mémoire des combattants de la seconde guerre mondiale.
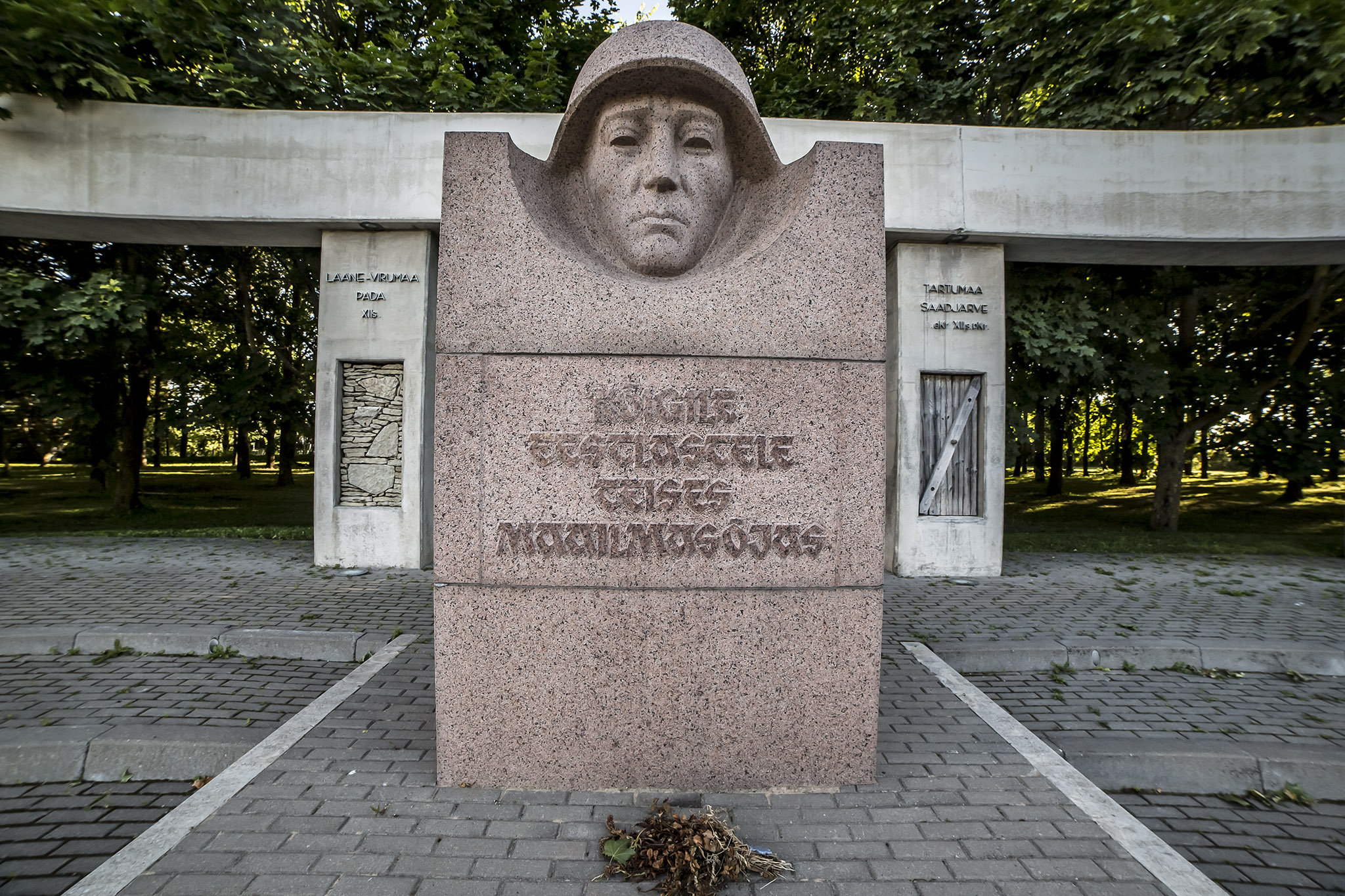
En mémoire des combattants de la seconde guerre mondiale.
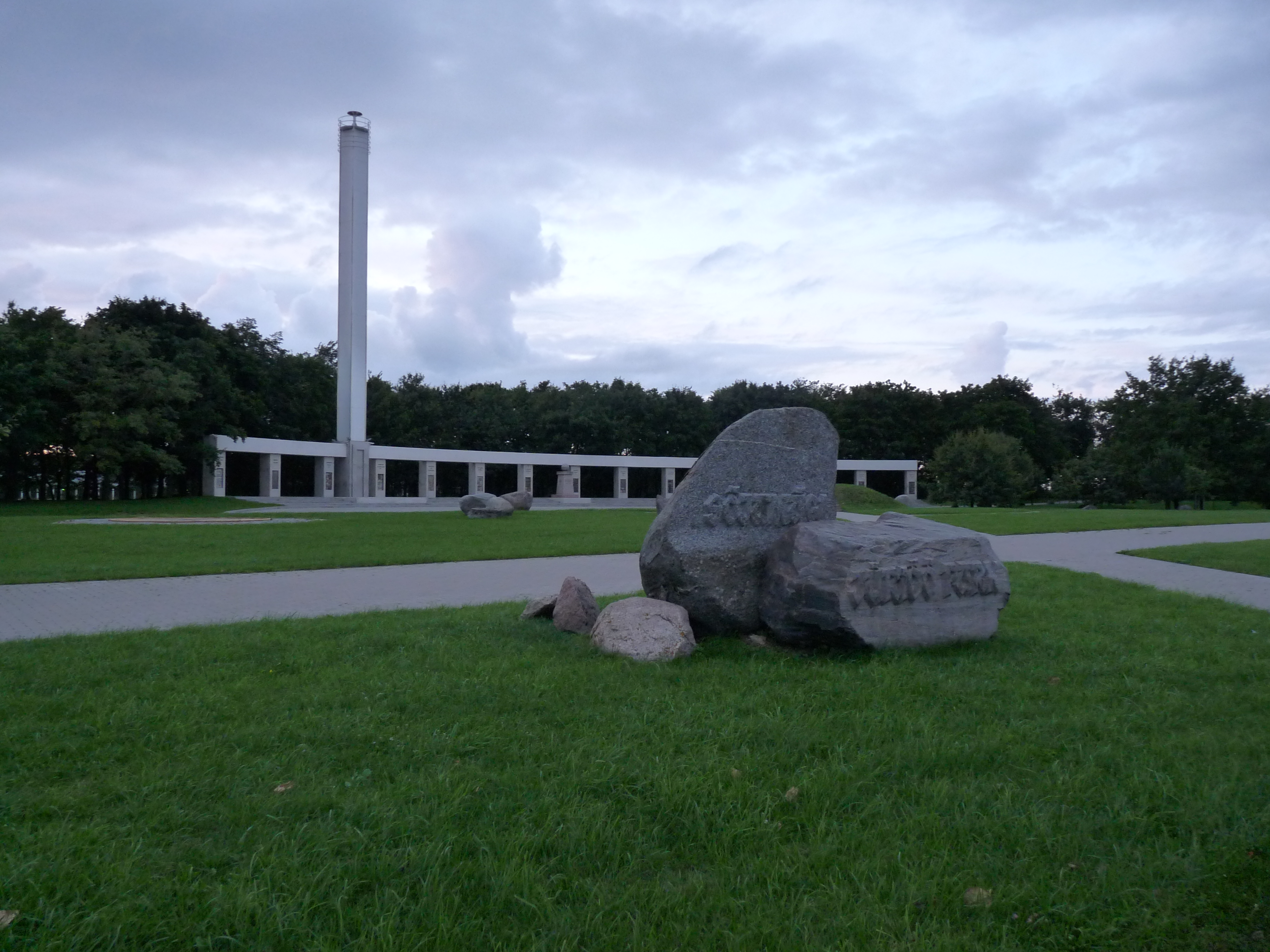
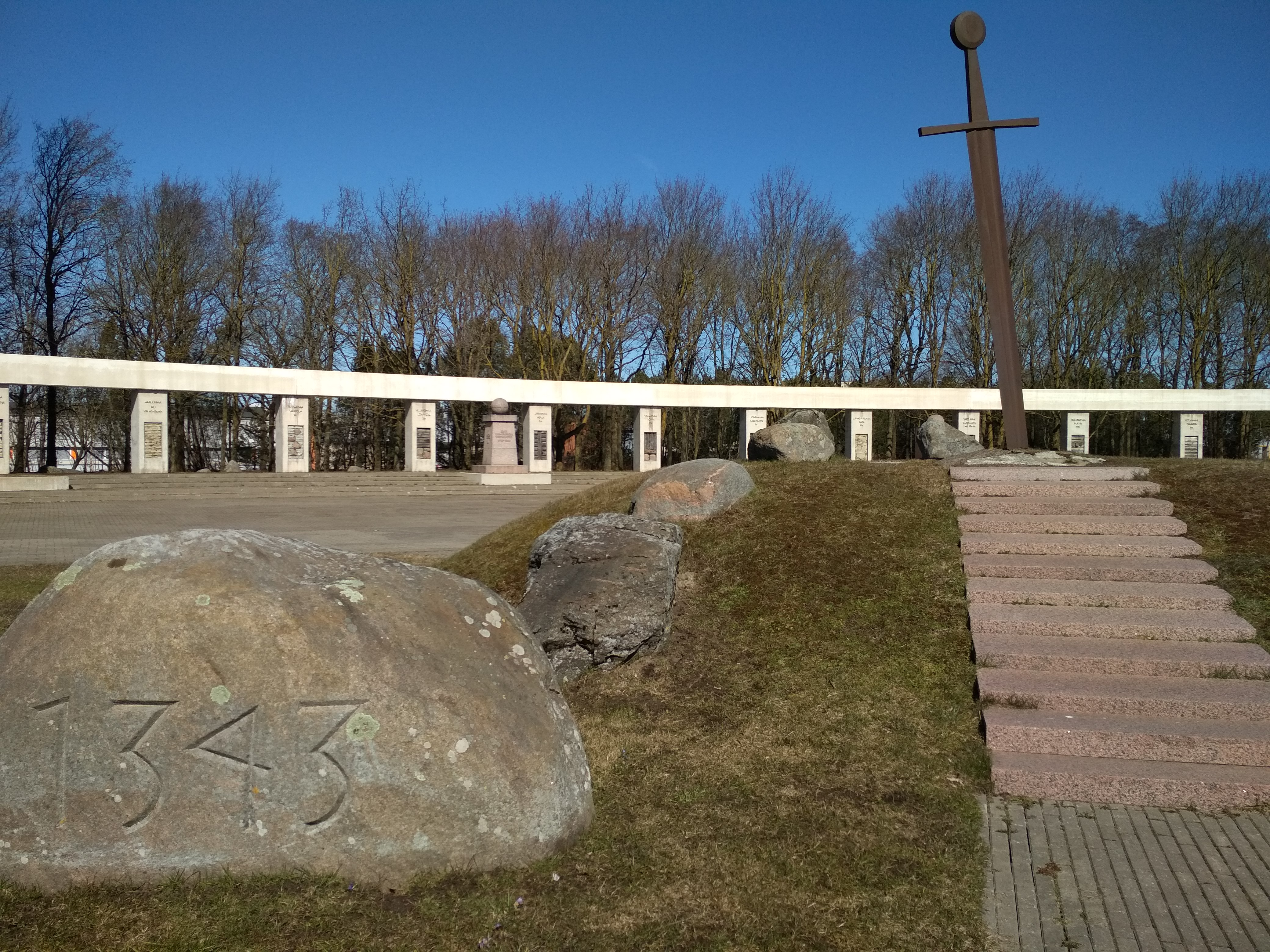
En mémoire des combattants du soulèvement de la nuit de la Saint-George.